# Delincuencia organizada
La delincuencia organizada es la actividad delictiva de un grupo estructurado de tres o más personas que existe durante cierto tiempo y que actúa concertadamente con el propósito de cometer uno o más delitos graves o delitos tipificados con arreglo a la Convención de Palermo con miras a obtener, directa o indirectamente, un beneficio económico, político u otro beneficio de orden material.
En la sociedad usualmente se comete el error de usar indistintamente los conceptos de crimen organizado y organizaciones criminales. Ambos hacen referencia a un grupo de personas que, buscando alcanzar sus objetivos (que pueden ser riqueza, poder, etcétera), realizan acciones que van en contra de la legislación existente. La diferencia central entre crimen organizado y grupo criminal, es que en el primero existen personas con los vínculos necesarios para evitar ser perseguidos por los delitos que cometen o evitar la pena o castigo de los mismos, y el grupo criminal no tiene estos vínculos.
El término de crimen organizado se ha utilizado recientemente para señalar a grupos de personas que se dedican a traficar drogas, personas, cometer secuestros, asesinatos, entre otros delitos.
Con el propósito de armonizar la definición sobre delincuencia organizada y promover mecanismos de cooperación para su combate a nivel internacional, en 2000 las Naciones Unidas adoptaron en Palermo, Italia, la Convención de las Naciones Unidas contra la Delincuencia Organizada Transnacional. En dicho instrumento se recogen definiciones universales sobre este fenómeno y se establecen mecanismos para su combate.

## Estructura
Para que una organización criminal sea calificada como delincuencia organizada debe cumplir ciertos requisitos:
- Cuando con el transcurso del tiempo la delincuencia "común" llega a un alto grado de "evolución" o "perfeccionamiento" en sus actividades
- Cuando rebasa los límites del control gubernamental
- Cuando establece líneas especiales de operación basadas en un sistema complejo, tipo empresarial, bien estructurado en su comisión
- Cuando persigue a través de determinadas acciones violentas la búsqueda del poder, ya sea político, económico o social.

El concepto "delincuencia organizada" fue empleado por primera vez por el criminólogo estadounidense John Ladesco en 1929, para designar a las operaciones delictivas provenientes de la mafia.
Este tipo de delincuencia fue designada con la palabra "organizada", ya que se refiere a la "asociación", a la "sociedad", a la "corporación", al "grupo", al "sindicato", a la "liga", al "gremio", a la "coalición", en sí a la "unión", como forma de conjuntar esfuerzos en grupo; y con el empleo de la violencia, soborno, intimidación y fuerza, los delincuentes llevaban a cabo sus actividades ilegales.
La delincuencia organizada hoy es uno de los problemas más grandes que sufre la humanidad en general. Cabe mencionar que este tipo de organización cuenta con un cabeza y con individuos disciplinados, todos siguiendo un mismo objetivo.
La delincuencia organizada se ve alimentada por la falta de educación y la carencia de valores.
Los diferentes tipos de delincuencia organizada siempre han existido, desde épocas inmemoriales, pero claro no con las dimensiones que hoy existen y con el nivel de sangre fría con el que se desarrollan y tratan de imponer su voluntad.
Tradicionalmente la mayoría de esas organizaciones tienen un orden jerárquico. Hoy día están mutando a una organización en red formando una "netwar" con lazos débiles y temporales entre los nodos.
Su ascensión en el mercado puede llevarles a usar estrategias delictivas como la extorsión o chantaje, o el asesinato en busca de ganarse el favor de la administración, eliminar a la competencia, sortear los procesos jurídicos en contra de tales actividades u obtener recursos. Dada la dureza de las estrategias empleadas, su régimen económico más habitual es el de monopolio en las zonas de menor rendimiento económico y el de oligopolio en las de mayor. La consecución de dicho ascenso ha dado lugar a cruentos enfrentamientos armados entre miembros de diferentes bandas, entre los que cabe destacar la batalla entre Al Capone y Bugs Moran que finalizó con la masacre de San Valentín en 1929, en la que fueron asesinados los principales gánsteres de Moran a manos de los de Capone, así como también la lucha entre miembros de la mafia colombiana, en el siglo XXI, y las luchas entre mafias mexicanas.
De ahí que el crimen organizado haya sido conceptualizado como una sociedad, que busca operar fuera del control del pueblo y del gobierno, pues involucra a miles de delincuentes que trabajan dentro de sus estructuras complejas, ordenadas y disciplinadas como cualquier corporación, mismas que están sujetas a reglas aplicadas con responsabilidad.
El funcionamiento se basa en la adscripción moral a una especie de código de honor, ya sea tácito o explícito, entre cuyos preceptos suelen encontrarse el obrar con secreto y la omertá.

## Definiciones en las distintas legislaciones

### Legislación canadiense
La definición de organizaciones criminales se encuentra en la Ley C-95, sección 467.1(1), que las define como:
cualquier grupo, asociación o cualquier otro organismo que consta de cinco o más personas, ya sea formal o informalmente organizado,
a) que tiene como una de sus principales actividades la comisión de un delito que bajo esta o cualquier otra Ley del Parlamento tenga una pena máxima de prisión de cinco años o más, y
b) cualquier o todos los miembros de los cuales participan o tienen, dentro de los últimos cinco años, se dedican a la comisión de una serie de esos delitos.

### Legislación mexicana
La legislación mexicana dice al respecto en el artículo 2.º de la Ley Federal contra la Delincuencia Organizada (última reforma publicada DOF 23-01-2009) que:
Cuando tres o más personas se organicen de hecho para realizar, en forma permanente o reiterada, conductas que por sí o unidas a otras tienen como fin o resultado cometer alguno o algunos de los delitos siguientes, serán sancionadas por ese solo hecho, como miembros de la delincuencia organizada: terrorismo, delitos contra la salud (p.e. tráfico de estupefacientes), falsificación o alteración de moneda, operaciones con recursos de procedencia ilícita, acopio y tráfico de armas, tráfico de indocumentados, tráfico de órganos; corrupción, pornografía, turismo sexual, tráfico de menores o lenocinio, en contra de personas menores de 18 años de edad o de personas que no tienen capacidad para comprender el significado del hecho o de personas que no tienen capacidad para resistirlo; asalto, secuestro y trata de personas.

## Combate internacional de la delincuencia organizada transnacional

### Convención de las Naciones Unidas contra la Delincuencia Organizada Transnacional
La Convención de las Naciones Unidas contra la Delincuencia Organizada Transnacional es un tratado en el que la comunidad internacional demostró su valentía política para hacer frente a un problema mundial. Esta respuesta se debe a que la delincuencia atraviesa fronteras, por lo que al afectar a más de un país se debe combatir de manera aunada, unificando los medios y arbitrios de los diferentes países afectados, con el objetivo de poner fin a la delincuencia, a la trata de personas y a la corrupción.
La prevención de la delincuencia organizada transnacional es uno de los aspectos más importantes tratados en el convenio. Se realiza una serie de referencias a la prevención en los siguientes artículos:
- Ámbito de aplicación (art. 3): se comprende la prevención, investigación y enjuiciamiento de los delitos de índole organizada y transnacional.
- Medidas de prevención (art. 31): medidas generales que deberán seguir los Estados con el fin de reducir las oportunidades actuales o futuras de los grupos criminales organizados.
- Prevención: mediante estímulo de políticas, labores de difusión o actividades educativas y culturales (art. 9): ligado a la trata de personas, especialmente mujeres y niños.

### Oficina de Naciones Unidas contra la Droga y el Delito

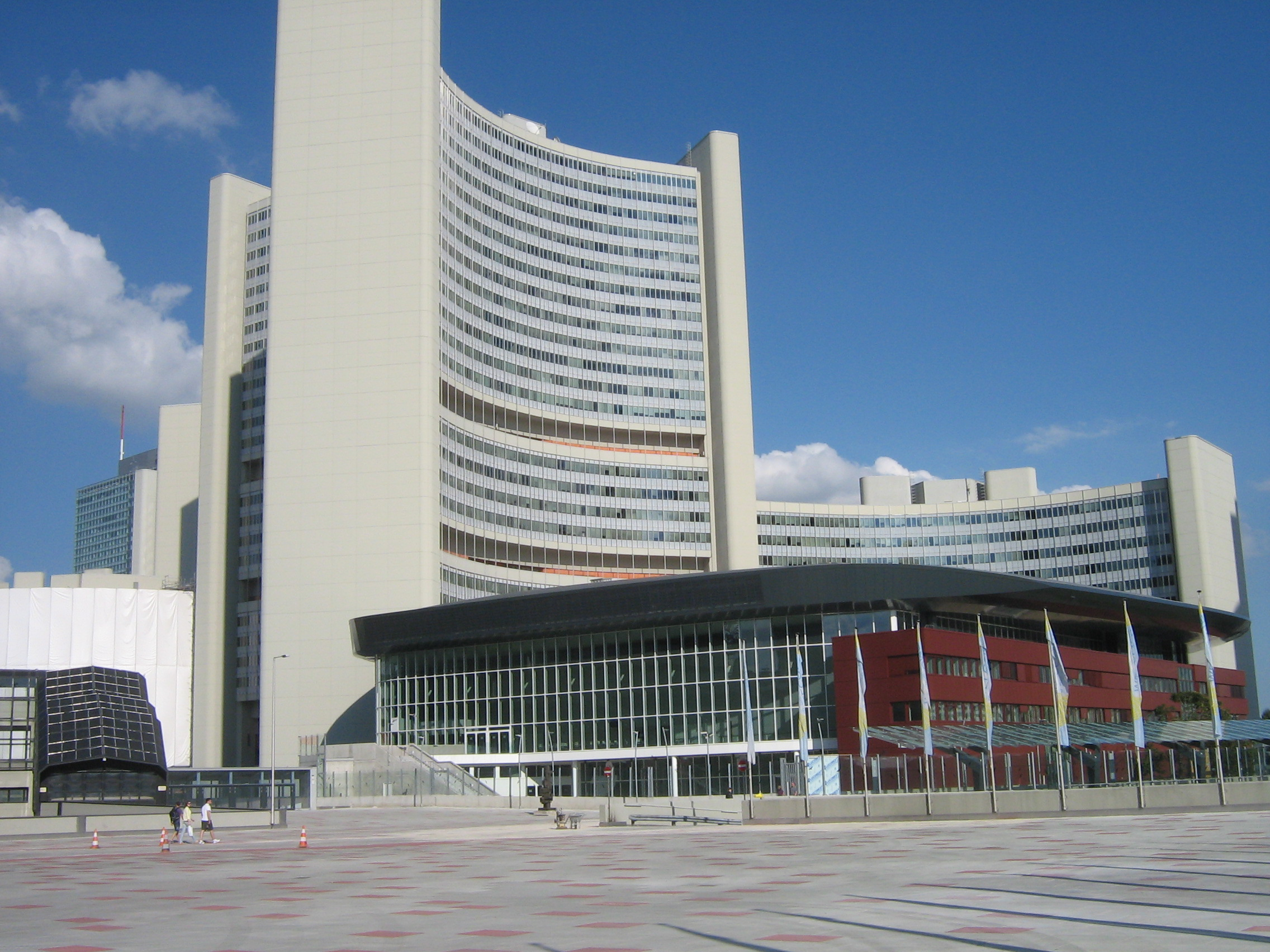
Sede de la Oficina de Naciones Unidas contra la Droga y el Delito en Viena, Austria.

La Oficina de las Naciones Unidas contra la Droga y el Delito tiene como mandato asistir a los Estados miembros en su lucha contra el narcotráfico, la criminalidad y el terrorismo. Fue establecida en 1977 bajo el nombre de Programa de las Naciones Unidas para la Fiscalización Internacional de Drogas (PNUFID).  Aunque originalmente orientada al tema de las drogas, en 1997 se le encomendaron también los temas relacionados con la prevención del delito y la justicia penal.
En marzo de 2004 se estableció con su nombre actual, con el propósito de implementar ambos programas, sobre drogas y sobre prevención del delito, de una manera integrada. Tiene sus oficinas centrales en Viena, una oficina de enlace en Nueva York, además de presencia en más de 150 países a través de sus oficinas regionales, de proyectos y de enlace. Su presupuesto descansa en aproximadamente un 90% en contribuciones voluntarias, principalmente de gobiernos.

### Interpol

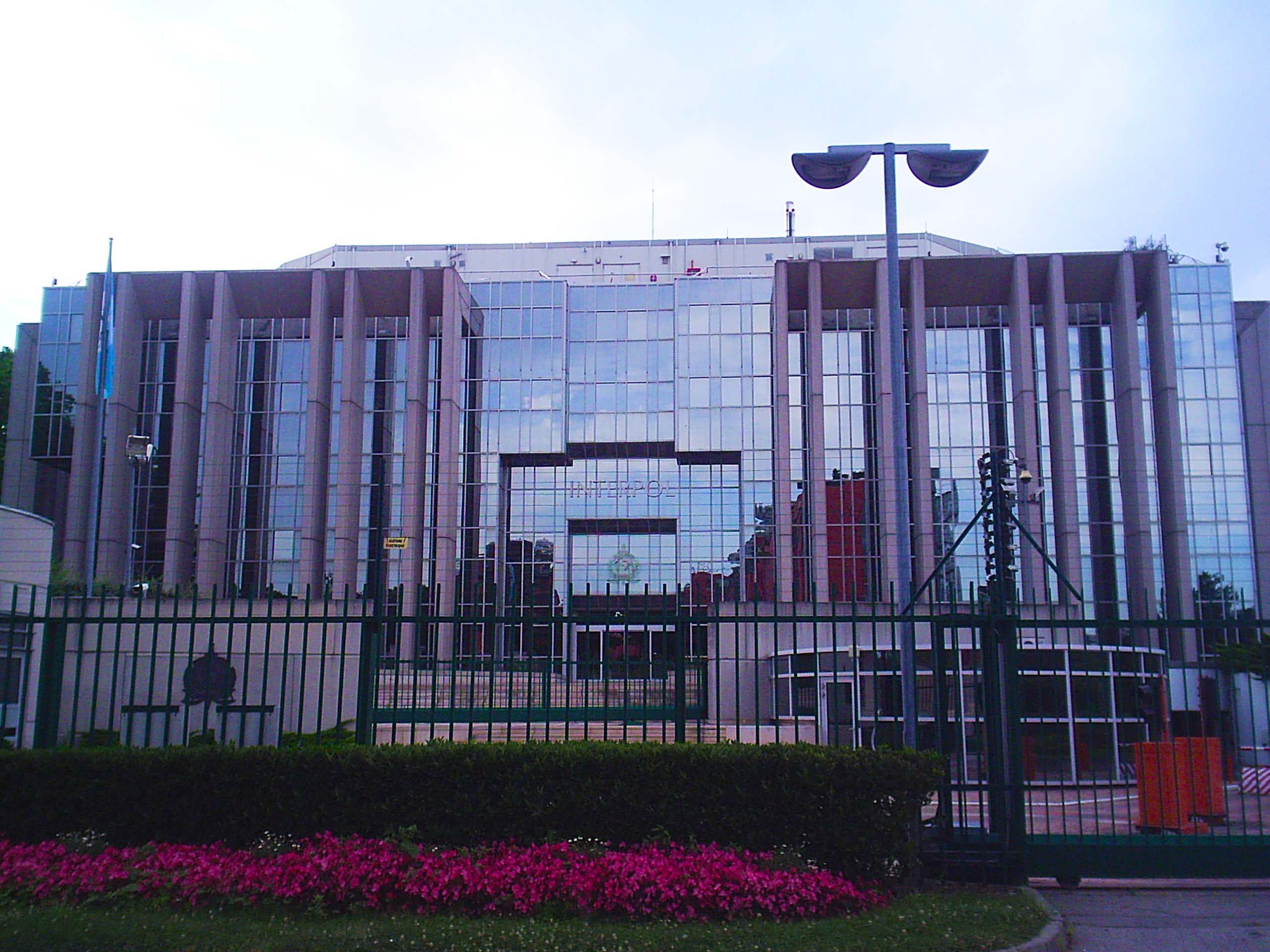
Sede de la Interpol en Lyon, Francia.

La Organización Internacional de Policía Criminal - INTERPOL es la mayor organización de policía internacional, con 195 países miembros, por lo cual es la segunda organización internacional más grande del mundo, tan solo por detrás de las Naciones Unidas. Creada en 1923, apoya y ayuda a todas las organizaciones, autoridades y servicios cuya misión es prevenir o combatir la delincuencia internacional.
El cuartel general de la organización está en Lyon, Francia. El 13 de febrero de 2008 se confirmó en el cargo de presidente interino a Arturo Herrera Verdugo, director general de la Policía de Investigaciones de Chile. Por ser anteriormente el vicepresidente de mayor antigüedad debió asumir debido a la renuncia el 13 de enero de 2008 de Jack Selebi, quien fue cesado de su cargo de jefe de la policía sudafricana debido a las acusaciones de corrupción que enfrentaba tras hacerse pública su relación de amistad con Glenn Agliotti, conocido mafioso de su país. Arturo Herrera Verdugo ocupó el cargo hasta la reunión de la Asamblea General de la organización en octubre de 2008, cuando se eligió a Khoo Boon Hui. El secretario general es Ronald K. Noble, quien anteriormente estuvo en el Departamento del Tesoro de los Estados Unidos, siendo el primer no europeo en ocupar el cargo.

### Objetivos
Los objetivos de la Organización Internacional de Policía Criminal (Interpol) están establecidos en el artículo 2 de su Estatuto, el cual señala que la organización tiene como finalidad:
«Obtener y desarrollar, dentro del marco de las leyes de los diferentes países y con respeto a la Declaración Universal de los Derechos Humanos, la más amplia asistencia recíproca entre todas las autoridades de policía criminal».
Asimismo, el artículo 3 del mismo Estatuto establece un principio de neutralidad, al estipular que:
«Está rigurosamente prohibido a la Organización toda actividad o intervención en cuestiones o asuntos de carácter político, militar, religioso o racial».
Esta normativa busca garantizar que las actuaciones de Interpol se mantengan dentro de un marco estrictamente policial y técnico, alejadas de cualquier influencia ideológica o partidista.

## Diferentes organizaciones criminales en el mundo
- Mafia italiana
  - Cosa Nostra (Sicilia)
  - Camorra (Campania)
  - 'Ndrangheta (Calabria)
  - Sacra Corona Unita (Apulia)
- Mafia italo-americana
  - Familia Bonanno (Nueva York)
  - Familia Colombo (Nueva York)
  - Familia Genovese (Nueva York)
  - Familia Gambino (Nueva York)
  - Familia Lucchese (Nueva York)
  - Outfit de Chicago (Chicago)
  - Familia criminal de Filadelfia (Filadelfia)
  - Familia criminal de Pittsburgh (Pittsburgh)
  - Detroit Partnership (Detroit)
  - Familia criminal de Los Ángeles (Los Ángeles)
  - Familia criminal de Nueva Orleans (Nueva Orlenas)
  - Familia criminal Trafficante (Florida)
  - Familia criminal de Cleveland (Cleveland)
- Mafias de Estados Unidos sin influencia italiana
  - Mafia mexicana
  - Mafia irlandesa
  - Mafia armenia
- Mafias con alta influencia en Europa
  - Mafia albanesa
  - Mafia turca
  - Mafia rusa
  - Mafia búlgara
  - Mafia corsa (en la isla de Córcega, en Marsella y el sur de Francia)
  - Mafia polaca
  - Mafia rumana
  - Mafia marroqui
  - Mafia serbia
- Crimen organizado en Corea
  - Anillos de Seulpa
- Los Mungiki en Kenia
- Las Triadas de China
- Los Yakuza de Japón
- Carteles Colombianos
  - BACRIM y/o Grupos Armados Organizados (GAO) - Son ejércitos delincuenciales, de los cuales dos (el Clan del Golfo y las disidencias de las FARC-EP) tienen alcance nacional, cubriendo actividades de narcotráfico, extorsión, sicariato y minería ilegal. Otras organizaciones, como la Oficina de Envigado, son consideradas BACRIM pero en la categoría de Grupos Delincuenciales Organizados (GDO), ya que su influencia se limita a una ciudad o localidad determinada.
  - Cartel de Medellín - Desarticulado
  - Cartel de Cali - Desarticulado
  - Cartel del Norte del Valle - Desarticulado
  - Cartel de la Costa Atlántica - Desarticulado
  - Cartel de Buga - Desarticulado
  - Cartel de La Guajira - Activo
  - Cartel de Bogotá - Desarticulado
  - FARC-EP - Desarticulado
  - Clan del Golfo - Activo
  - Oficina de Envigado - Activo
  - ELN - Activo
  - Autodefensas Unidas de Colombia - Desarticulado
  - Los Caparrapos - Desarticulado
  - Disidencias de las FARC-EP - Activo
  - Disidencias del EPL - Activo
  - Los Paisas - Desarticulado
  - Águilas Negras - Desarticulado
- Carteles Venezolanos
  - Cártel de los Soles
  - Tren del Llano
  - Tren de Aragua
- Carteles Mexicanos
  - Cartel de Sinaloa
  - Cartel Jalisco Nueva Generación-Los Mata Zetas
  - Cartel del Noreste
  - Cartel del Golfo
  - Guerreros Unidos
  - Cártel de los Rojos
  - Cártel de Santa Rosa de Lima
  - Cártel de Caborca
  - Los Viagras
  - Cártel Nueva Plaza
  - Cártel de Tláhuac
  - Artistas Asesinos
  - Los Mexicles
  - Los Ardillos
  - Los Zetas - Desarticulado
  - Cártel de Tijuana - Desaparecido
  - Cártel de Juárez - Desaparecido
  - Cártel de los Beltrán Leyva - Inactivo
  - La Mano con Ojos - Desarticulado
  - Los Negros - Desarticulado
  - Caballeros Templarios - Inactivo
  - La Familia Michoacana - Inactivo
  - Cártel del Milenio - Desarticulado
  - Cártel Independiente de Acapulco - Inactivo
  - Cártel de Colima - Inactivo
  - Cártel de Guadalajara - Desarticulado
- Las Maras de Centroamérica
  - Mara Salvatrucha
  - La Ultra Fiel
  - Sombra Sur
  - Mara 18
- Grupos de delincuencia organizada (GDO) de Ecuador
  - Los Choneros
  - Los Fatales
  - Los Águilas
  - Los Chone Killers
  - Los Tiguerones
  - Los Lobos
  - Los Lagartos
  - Los R7
  - Mafia 18
  - Los Gansters
- Primeiro Comando da Capital (PCC) y el Comando Vermelho en Brasil